# Ireneusz Kania
Ireneusz Kania (ur. 19 września 1940 w Wieluniu, zm. 9 października 2023 w Krakowie) – polski tłumacz i pisarz, poliglota. Przełożył kilkadziesiąt książek z kilkunastu języków, przede wszystkim romańskich i azjatyckich.

## Życiorys
Uczęszczał do I Liceum Ogólnokształcącego w Wieluniu (1954–1959). W latach 1959–1964 studiował romanistykę na Uniwersytecie Jagiellońskim w Krakowie.
W latach 1964–1968 był korektorem, redaktorem technicznym i inspektorem produkcji w krakowskim oddziale Wydawnictwa PWN. Od 1968 w Centralnym Ośrodku Chłodnictwa w Krakowie na stanowisku dokumentalisty, później kierownika samodzielnej sekcji współpracy z zagranicą. Od 1975 do 1981 redaktor i zastępca kierownika Redakcji Przekładów w Wydawnictwie Literackim, gdzie odpowiadał za literaturę iberyjską i iberoamerykańską. Od 1981 skupiał się na pracy literackiej, przede wszystkim przekładach.
Aktywny jako tłumacz od lat 70., początkowo języka portugalskiego. Tłumaczył lub w różnym stopniu opanował między innymi także: hebrajski, chiński i sanskryt, angielski, niemiecki, francuski, rosyjski, rumuński, włoski, szwedzki.
W latach 1983–1988 prowadził prywatny kurs klasycznego języka tybetańskiego oraz, w latach 90., zajęcia z przekładu literackiego w Studium Literacko-Artystycznym na Uniwersytecie Jagiellońskim.
Także eseista, specjalista w dziedzinie tybetologii, buddyzmu i kabały. W 2001 opublikował autorski zbiór esejów pt. Ścieżka nocy.
Od 1980 do 1983 należał do Związku Literatów Polskich, od 1983 do Stowarzyszenia Tłumaczy Polskich, a od 1989 do sierpnia 2020 do Stowarzyszenia Pisarzy Polskich.

## Życie prywatne
Uprawiał wyczynowo podnoszenie ciężarów.
Od 1966 jego żoną była Maria Pawica, redaktorka.

## Przekłady

### Język angielski
1. XIV Dalaj Lama: Wprowadzenie do buddyzmu, cz. 1-2, 1985.
2. Armstrong, Karen: Krótka historia mitu, 2005.
3. Brown, Peter: Ciało i społeczeństwo: mężczyźni, kobiety i abstynencja seksualna we wczesnym chrześcijaństwie, 2006.
4. Conder, Josiah: Kwiaty Japonii i sztuka kompozycji kwiatowych, 2002.
5. Graves, Robert: Biała bogini, 2000.
6. Hilton, James: Zaginiony horyzont, weryfikacja przekładu z angielskiego Witolda Chwalewika, 1989.
7. Kerényi Karl: Eleusis. Archetypowy obraz matki i córki, 2004
8. Kieckhefer, Richard: Magia w średniowieczu, 2001.
9. Kołakowski, Leszek: Bóg nam nic nie jest dłużny: krótka uwaga o religii Pascala i o duchu jansenizmu, 1994, 2001.
10. London, Jack: A niech to żółwie Tasmana, 1979.
11. Moyers, Bill, Joseph Campbell: Potęga mitu: rozmowy Billa Moyersa z Josephem Campbellem, 1994.
12. Toksvig, Signe: Emanuel Swedenborg: uczony i mistyk, 2002.
13. Goody, Jack: Renesans. Czy tylko jeden?, 2012.

### Język francuski
1. Bataille, Georges: Historia erotyzmu, 1992.
2. Beauvois, Daniel: Szkolnictwo polskie na ziemiach litewsko-ruskich 1803-1832. T. 1. Uniwersytet Wileński. T. 2. Szkoły podstawowe i średnie, 1991.
3. Beauvois, Yves: Stosunki polsko-francuskie w czasie „dziwnej wojny”, 1991.
4. Bertherat, Yves: XX wiek – przekroje. Antologia współczesnej krytyki francuskiej, 1991.
5. Brosse, Jacques: Mistrzowie duchowi: leksykon, 2000.
6. Cioran, Emil: O niedogodności narodzin, 1996.
7. Cioran, Emil: Rozmowy z Cioranem, 1999.
8. Cioran, Emil: Upadek w czas, 1994.
9. Cioran, Emil: Zły demiurg, 1995.
10. Dumery, Henry: Problem Boga w filozofii religii: krytyczny rozbiór kategorii Absolutu i schematu transcendencji, 1994.
11. Eliade, Mircea: Dajan, 1990.
12. Eliade, Mircea: Dziennik indyjski, 1999.
13. Eliade, Mircea: Młodość stulatka, 1990.
14. Eliade, Mircea: Świętojańskie żniwo: pamiętniki (1937–1960), 1991.
15. Eliade, Mircea: Okultyzm, czary, mody kulturalne: eseje, 1992.
16. Eliade, Mircea: Zapowiedź równonocy: pamiętniki. Cz. 1. (1907–1937), 1989.
17. Ghyka, Matila C.: Złota liczba: rytuały i rytmy pitagorejskie w rozwoju cywilizacji zachodniej, 2001.
18. Gombrowicz, Witold, Jean Dubuffet: Korespondencja, 2005.
19. Gombrowicz, Witold: Kurs filozofii w sześć godzin i kwadrans, 2006.
20. Gombrowicz, Witold: Testament: rozmowy z Dominique de Roux, 1996, 2004.
21. Gombrowicz, Witold: Walka o sławę: korespondencja, cz. 2, 1998.
22. Green, Julien: Tysiąc dróg stoi otworem, 1985.
23. Laignel-Lavastine, Alexandra: Cioran, Eliade, Ionesco: O zapominaniu faszyzmu, 2010
24. Le Goff, Jacques, Nicolas Truong: Historia ciała w średniowieczu, 2006.
25. Lubac, Henri de: Aspekty buddyzmu, 1995.
26. Poupard, Paul: Religie, 1993.
27. Salama, Pierre: Dolaryzacja, 1990.
28. Segalen Victor: Syn nieba: kronika dni panowania, 1980.
29. Veyne, Paul: Początki chrześcijańskiego świata, 2009.

### Greka
1. Filostratos, Flawiusz: Żywot Apolloniusza z Tiany, 1997.
2. Dionizjusz z Furny, Hermeneia czyli Objaśnienie sztuki malarskiej, 2003.

### Język nowogrecki
1. Kawafis, Konstandinos: Czekając na barbarzyńców. Wiersze wybrane, 2013.
2. Kawafis, Konstandinos: Wiersze zebrane, 2019.
3. Kazantzakis, Nikos: Grek Zorba, 2021.

### Język hebrajski
1. Opowieści Zoharu, 1988. (Wydanie 2 pt. Opowieści Zoharu. (Wybór). O kabale i Zoharze, 1994; wydanie 3 pt. Opowieści Zoharu. O kabale i Zoharze, 2005).

### Język hiszpański
1. Cirlot, Juan Eduardo: Słownik symboli, 2000, 2006.
2. Gombrowicz, Witold: Nasz dramat erotyczny, 2003.
3. Gombrowicz, Witold: Publicystyka; Wywiady; Teksty różne: 1939–1963, 1996.
4. Gombrowicz, Witold: Publicystyka; Wywiady; Teksty różne: 1963–1969, 1997.
5. Román, José María: Święty Wincenty a Paulo: biografia, 1990.

### Łacina
1. Mikołaj z Kuzy: O oświeconej niewiedzy, 1997.

### Język niemiecki
1. Benjamin, Walter: Pasaże, 2005.
2. Irzykowski, Karol: Dziennik, t. 2, 1916–1944, przekład partii niemieckich, 2001.
3. Kerényi, Karl: Misteria Kabirów; Prometeusz, 2000.
4. Kerényi, Karl: Dionizos: archetyp życia niezniszczalnego, 1997.
5. Oldenberg, Hermann: Życie, nauczanie i wspólnota Buddy, 1994.
6. Scholem, Gershom: Mistycyzm żydowski i jego główne kierunki, 1997, 2007.
7. Safranski, Rüdiger: Zło: dramat wolności, 1999.
8. Wunderlich, Hans Georg: Tajemnica Krety: dokąd byk porwał Europę, czyli o korzeniach kultury europejskiej, 2003.

### Język pali
1. Muttāvali. Księga wypisów starobuddyjskich, 1999, 2007.
2. Dhammapada, czyli Strofy o Dhammie, 2023.
3. Suttanipāta. Zbiór nauk buddyzmu pierwotnego, 2023.

### Język portugalski
1. Andrade, Mário de: Macunaima, bohater zupełnie bez charakteru: rapsodia, 1983.
2. Andrade, Antonio de: Niedawne odkrycie Wielkiego Kataju albo Państw Tybetu, 2004.
3. Camões, Luís Vaz de: Luzytanie, 1995.
4. Ferreira, Vergilio: Objawienie, 1979.
5. Miguéis, José Rodrigues: Szczęśliwych świąt, 1977.
6. Neto, Agostinho: Palmy nadziei, 1978.
7. Sales, Herberto: Diamenty z Andarai, 1982.
8. Tojal, Altino do: Wesele Stu Tysięcy Barbarzyńców, 1980.

### Język rosyjski
1. Rozanow, Wasilij: Pół-myśli, pół-uczucia, 1998.

### Język rumuński
1. Cioran, Emil: Na szczytach rozpaczy, 1992, 2008.
2. Cioran, Emil: Święci i łzy, 2003, 2017.
3. Cioran, Emil: Brewiarz zwyciężonych, 2016.
4. Cioran, Emil: Brewiarz zwyciężonych II, 2016.
5. Cioran, Emil: O Francji, 2016.
6. Cioran, Emil: Dywagacje, 2017.
7. Cioran, Emil: Listy do kraju, 2020.
8. Cioran, Emil: Okno na Nic, 2020.
9. Cioran, Emil: Zmierzch wszelkiej myśli, 2021.
10. Eliade, Mircea: Tajemnica doktora Honigbergera, 1983.
11. Liiceanu, Gabriel: Dziennik z Păltinișu: Pajdeja jako model w kulturze humanistycznej, 2001.
12. Noica, Constantin: Sześć chorób ducha współczesnego, 1997.
13. Noica, Constantin: Dziennik filozoficzny, 2023.
14. Popescu, Dumitru Radu: Łowy królewskie, 1979.

### Sanskryt
1. Bhartrhariego strof trzykroć po sto: o mądrości życia, o namiętności miłosnej i o wyrzeczeniu, 1980.

### Język szwedzki
1. Lundström, Evert: Wojna o srebrne kulki: powieść sensacyjno-dokumentalna, 1993.

### Język tybetański
1. Milarepa: Opowieść o życiu Milarepy czcigodnego, wielkiego i potężnego jogina albo Drogowskaz wyzwolenia i wszechwiedzy, 1996.
2. Tybetańska Księga Umarłych, 1985 (w „Literaturze na Świecie”), 1991 (1 wydanie książkowe), 1993, 1996, 2001, 2005, 2007.
3. Sakja Pandita: Drogocenna skarbnica wytwornych maksym. Aforyzmy tybetańskie, 1991
4. Gampopa: Drogocenny różaniec najwyborniejszej drogi, 2007.

### Język włoski
1. Assuntino, Rudi, Wlodek Goldkorn: Strażnik: Marek Edelman opowiada, 1999, 2006.
2. Calasso, Roberto: Ka, 2008.
3. Cuomo, Franco: Wielkie proroctwa: nowy klucz do odczytania najsłynniejszych przepowiedni w dziejach, od starożytnego Egiptu do Biblii, od Nostradamusa do Fatimy, 1999.
4. Eco, Umberto: Pięć pism moralnych, 1999.
5. Eco, Umberto: W co wierzy ten, kto nie wierzy?, 1998.
6. Falk, Maryla: Mit psychologiczny w starożytnych Indiach, 2011.
7. Macioti, Maria Immacolata: Mity i magie ziół: czy kwiaty i liście, zapachy i znaki zodiaku wpływają na stosunki między ludźmi?, 1998, 2006.
8. Nola, Alfonso Maria di: Diabeł: o formach, historii i kolejach losu Szatana, a także o jego powszechnej a złowrogiej obecności wśród wszystkich ludów, od czasów starożytnych aż po teraźniejszość, 1997, 2000, 2001, 2004.
9. Ripa, Cesare: Ikonologia, 1998, 2002.
10. Russo, Lucio: Zapomniana rewolucja: grecka myśl naukowa a nauka nowoczesna, 2005.
11. Tucci, Giuseppe: Mandala, 2002.
12. Vasari, Giorgio: Żywoty najsławniejszych malarzy, rzeźbiarzy i architektów, cz.1-2, 1988.
13. Falk, Maryla: Dwa „misteria” romantyczne: Novalis, Słowacki, 2015. (wraz z Wiesławem Juszczakiem)

## Publikacje
- Ścieżka nocy, Wydawnictwo Znak, Kraków 2001, ISBN 83-240-0029-1
- Pieśni losu, Wydawnictwo Austeria, Kraków 2021, ISBN 978-83-7866-429-1
- Dług metafizyczny. Eseje i rozmowy, Wydawnictwo Pasaże, Kraków 2021, ISBN 978-83-64511-83-7
- Tłuk pięściowy i czerwone jabłuszko. Uwagi o przekładach poezji Wisławy Szymborskiej, Wydawnictwo Austeria, Kraków 2023, ISBN 978-83-7866-612-7
- Czy możliwa jest uniwersalna filozofia muzyki?, Wydawnictwo Austeria, Kraków 2023, ISBN 978-83-7866-571-7
- Trzy przypisy do naszych czasów, Wydawnictwo Austeria, Kraków 2023, ISBN 978-83-7866-567-0

## Odznaczenia, nagrody i wyróżnienia
- Nagroda Polskiego PEN Clubu za przekład z literatury obcej na język polski (1995)[5]
- Nagroda Krakowska Książka Miesiąca za Muttāvali. Księga wypisów starobuddyjskich (1999)
- Krzyż Oficerski Orderu Zasługi Kulturalnej(inne języki) w Kategorii F Promocja Kultury (Rumunia, 2004)[6]
- Nagroda Miasta Krakowa w dziedzinie kultury i sztuki (2018)[7]
- Nagroda literacka ZAiKS-u dla tłumaczy (2018)[8]
- Nagroda im. Kazimierza Wyki (2022)[9]
- Nagroda Prezydenta Miasta Gdańska za Twórczość Translatorską im. Tadeusza Boya-Żeleńskiego (2023)[10][11]